# Louise (Mississippi)
Louise é uma cidade  localizada no estado americano de Mississippi, no Condado de Humphreys.

## Demografia
Segundo o censo americano de 2000, a sua população era de 315 habitantes.
Em 2006, foi estimada uma população de 293, um decréscimo de 22 (-7.0%).

## Geografia
De acordo com o United States Census Bureau tem uma área de
0,4 km², dos quais 0,4 km² cobertos por terra e 0,0 km² cobertos por água. Louise localiza-se a aproximadamente 31 m acima do nível do mar.

## Localidades na vizinhança
O diagrama seguinte representa as localidades num raio de 28 km ao redor de Louise.